# Otto Tanner
Otto Tanner war von 1355 bis 1357 Propst des Klosterstifts Berchtesgaden.
Über Tanners Leben und Wirken ist derzeit nicht viel bekannt. Es wird vermutet, dass er mit Konrad IV. Tanner nahe verwandt und bereits viele Jahre als Stiftsdekan tätig war, bevor er in hohem Alter zum Propst erhoben wurde.
In seiner Amtszeit unterstand er jedenfalls als Stiftspropst des Berchtesgadener Klosterstifts noch der Metropolitangewalt des Erzbistums Salzburg. Erst 1455 konnte sich das Stift davon befreien und war danach in geistlichen Dingen allein dem Papst unterstellt. Aber die weltliche Eigenständigkeit der Stiftspropstei begann sich bereits seit 1294 durch die Erlangung der Blutgerichtsbarkeit für schwere Vergehen zu manifestieren. Somit war Zeller im Rang den Reichsfürsten gleichgestellt.
Tanner profitierte nach Jahrzehnte währenden Salzirrungen zwischen dem Klosterstift und dem Erzbistum Salzburg von den Klagen seines drittletzten Vorgängers und vermutlichen Verwandten Konrad IV. Tanner, der damit dem Salzburger Erzbischof Friedrich III. die Zusage abringen konnte, dass seither Erzeugung wie Ausfuhr des Schellenberger Salzes durch das Gebiet des Erzstifts ungehindert vor sich gehen dürfe. Bereits 1313 stammte immerhin jedes zehnte Salzschiff auf der Salzach beziehungsweise auf dem Inn aus Berchtesgaden.